# Waihoratuna Lagoon
Die Waihoratuna Lagoon ist eine Lagune im Wairoa District der Region Hawke’s Bay auf der Nordinsel von Neuseeland.

## Geographie
Die Waihoratuna Lagoon befindet sich rund 4 km ostnordöstlich der Mündung des Wairoa River in die Hawke Bay und rund 4,1 km ostsüdöstlich des Stadtzentrums von Wairoa. Mit einer Länge von rund 1,4 km, in der sich die Lagune in Südsüdost-Nordnordwest-Richtung ausdehnt, umfasst das Gewässer rund 20 Hektar im Mittel und misst an seiner breitesten Stelle rund 210 m. Die Uferlinie kann mit ca. 3,2 km angenommen werden. Doch unter den unterschiedlichen Witterungsbedingungen schwankt die Flächenausdehnung der Lagune von ca. 10 Hektar und nach heftigen Regenfällen bis 30 Hektar und mehr.
Gespeist wird die Lagune hauptsächlich von einem von Norden zulaufenden unbenannten Stream, der das Wasser in den nördlichen Bergen sammelt. Die Entwässerung findet am südlichen Ende der Lagune direkt in die Hawke Bay statt.
Die Waihoratuna Lagoon gehört zu einem größeren Feuchtgebietkomplex an der Küste, zu dem unter anderem von West nach Ost gelistet die Lagunen Ngamotu Lagoon, Ohuia Lagoon, Wairau Lagoon, Te Paeroa Lagoon und Whakaki Lagoon zählen.